# Búnquer al coll de Balaguer
El Búnquer al coll de Balaguer és una obra de Vandellòs i l'Hospitalet de l'Infant (Baix Camp) inclosa a l'Inventari del Patrimoni Arquitectònic de Catalunya.

## Descripció
Situada davant la pedrera i clarament visible, consta de 4 casamates comunicades per un passadís que les uneix, les casamates miren cap a l'Ametlla de Mar. No hi ha rastres d'ocupació ni constància històrica d'ús. Segons fonts locals va ser feta durant la Guerra Civil Espanyola, si es dona una volta pels entorns de l'antic camí s'hi poden veure parapets de protecció de la bateria.